# Великооктјабрски
Великооктјабрски (рус. Великооктябрьский) насељено је место са административним статусом варошице (рус. посёлок городского типа) на северозападу европског дела Руске Федерације. Налази се у северном делу Тверске области и административно припада Фировском рејону.
Према проценама националне статистичке службе, у вароши је 2014. живело 2.091 становника.

## Географија
Краснооктјабрски се налази у северном делу Тверске области, на Валдајском побрђу. Кроз варош протиче река Цна, притока језера Мстино и део басена Балтичког мора. Удаљен је око 187 километара северозападно од административног центра области града Твера, односно на око 13 километара јужније од рејонског центра варошице Фирово.
Кроз варош пролази железница на линији Бологоје—Великије Луки.

## Историја
Садашње насеље развило се уз фабрику за производњу стакла основану 1832. године. И фабрика и насеље уз њу су носили име Цнински завод. На садашњи локалитет насеље је премештено 1875. године. Фабрику је 1912. купио трговац Павел Рјабушински.
Године 1923. совјетска власт је национализовала фабрику и променила име и фабрике и насеља у Црвени Октобар, односно Краснооктјабрски.
Административни статус варошице насеље носи од 1941. године.

## Демографија
Према подацима са пописа становништва 2010. у вароши је живело 2.273 становника, док је према проценама за 2014. ту живело 2.091 становника.
| 1939. | 1959. | 1970. | 1979. | 1989. | 2002. | 2010. | 2014.  |
| ----- | ----- | ----- | ----- | ----- | ----- | ----- | ------ |
| ---   | 2,831 | 3,078 | 3,173 | 3,019 | 2,659 | 2,273 | 2,091* |

Напомена: * према проценама националне статистичке службе.